# Единый кодификатор предметов снабжения
ЕК 001—2020 «Единый кодификатор предметов снабжения для федеральных государственных нужд» (ЕКПС) — документ по стандартизации оборонной продукции, действующий в Российской Федерации.

## Общие сведения
Содержит перечень групп и классов предметов снабжения для федеральных государственных нужд и перечень федеральных органов исполнительной власти (государственных заказчиков), осуществляющих разработку, ведение и согласование разделов Федерального каталога продукции для федеральных государственных нужд.
Каждая группа объединяет несколько классов и имеет двухразрядный номер, называемый код группы. Каждый класс включает в себя однородную продукцию (предметы снабжения) и имеет четырехразрядный номер, называемый код класса. Первые два разряда класса соответствуют коду группы. Сама продукция (предметы снабжения) в документе не кодируются.
Предполагается[кем?], что наименований групп и классов достаточно для проведения классификации. Однако для пояснения пользователям документа, какая однородная продукция (предметы снабжения) относится к конкретному классу или группе, большинство из них имеет уточнения: «Включает», «Также включает» и «Не включает». В них приведен примерный и не исчерпывающий перечень видов и типов продукции, относимых (не относимых) к тому или иному классу.
Классы закреплены за одним или несколькими федеральными органами исполнительной власти (государственными заказчиками). Закрепление приведено в приложении к документу.

## Область применения
Объектом классификации по ЕКПС может быть абсолютно любая продукция, являющаяся предметом снабжения. Так, в кодификаторе предусмотрены классы для машин счета наличных денег (класс 7490), хоккейных щитков (класс 7810), волосяных щеток (класс 7920), женских подвязок (класс 8445), снегоступов (класс 8465), женских гигиенических пакетов (класс 8440), мяса (класс 8905), дичи (класс 8905), рыбы (класс 8905), ювелирных изделий (класс 9910), гробов и погребальных склепов (класс 9930) и др. Но большинство групп и классов в кодификаторе отведены для военного имущества, вооружения и его составных частей: морские мины (класс 1351), самолеты (класс 1510), беспилотные летательные аппараты (класс 1550), трапы (класс 1730), подводные лодки (класс 1905), морские якоря (класс 2040), буи (класс 2050), танки (класс 2350), коробки передач транспортных средств (класс 2520) и др. Для продукции, не вошедшей в другие классы кодификатора, предусмотрен специальный класс с кодом 9999.
Общий подход к классификации продукции по ЕКПС заключается в следующем:
- в группах с 10 по 14 размещены образцы, комплексы и системы вооружения и военной техники, их специальные составные части и комплектующие изделия.
- в группах с 15 по 25 размещены изделия авиационной и космической техники, изделия судостроения, автомобильной и тракторной техники, оборудование и подвижной состав железнодорожного транспорта.
- в группах с 26 по 99 размещены изделия широкого применения (в том числе материалы, вещества, сырье, различное имущество и продовольствие).

В настоящее время кодификатор в основном применяется в следующих областях деятельности:
- Федеральная система каталогизации продукции для федеральных государственных нужд;
- система стандартизации оборонной продукции;
- лицензирование деятельности по разработке, производству, испытанию, установке, монтажу, техническому обслуживанию, ремонту, утилизации и реализации продукции.

В каталогизации ЕКПС закрепляет ответственность за разработку, ведение и согласование разделов Федерального каталога продукции за соответствующими федеральными органами исполнительной власти (государственными заказчиками), а также является верхним классификационным уровнем иерархической структуры федерального каталога продукции.
В стандартизации ЕКПС использован в качестве классификационной основы для классификатора стандартов на оборонную продукцию, который рубрицирует стандарты по области их применения (отражается в первых четырех кодах обозначений стандартов).
В лицензировании класс ЕКПС указывается при получении лицензии на деятельность в отношении продукции, относящейся к этому классу.

## История
Первая версия ЕКПС, изданная в 1994 году, носила ведомственный характер Минобороны России и называлась «Единый классификатор предметов снабжения Вооруженных Сил Российской Федерации». Классификатор представлял собой прямой перевод аналогичного документа системы каталогизации НАТО NATO Codification System. Впоследствии классификатор несколько раз согласовывался с заинтересованными структурами Минобороны России и дорабатывался.
В начале 2000-х годов в России начались работы по формированию федеральной системы каталогизации продукции для федеральных государственных нужд. Это потребовало перевода существовавшего на тот момент классификатора в статус нормативного документа по каталогизации с учетом специфики российской терминологии. В 2001 году он был утвержден и издан в виде рекомендаций по каталогизации Р 50.5.002-2001 «Каталогизация продукции для федеральных государственных нужд. Единый кодификатор предметов снабжения и порядок разработки и ведения разделов федерального каталога продукции для федеральных государственных нужд».
В 2014 году ЕКПС был вновь переработан и приведен в соответствие уже вышедшему за рамки системы каталогизации НАТО международному классификатору продукции ACodP-2. При этом в ЕКПС отставлены классы, учитывающие специфику российской терминологии.

## Принципы классифицирования
Кодификатор содержит 82 группы, 711 классов и 12 государственных заказчиков.
Кодификатор ЕКПС имеет два важных отличия от классификатора:
- в рамках одной группы нет четкого классификационного признака формирования составляющих эту группу классов (например, по цвету, форме, размеру и т. д.);
- допустимы, хотя и не желательны ситуации, когда один и тот же предмет снабжения в равной или различной степени правильности может быть отнесен одновременно к двум и более классам ЕКПС.

Неоднозначность классификации предметов снабжения по ЕКПС объясняется не только недостатками разработки документа, но и исторически заимствованными из классификатора ACodP-2 двумя допустимыми, хотя и различными, принципами классификации продукции: «что есть этот предмет?» и «к чему относится этот предмет?».
При возникновении неоднозначности и, если группы или классы не содержат соответствующих пояснений в уточнениях, приоритетным является первый принцип классификации.
В связи с указанными противоречиями, например, при проведении работ по каталогизации продукции для федеральных государственных нужд, первичное определение класса ЕКПС проводится непосредственным разработчиком (изготовителем, поставщиком) продукции, но решающее мнение отведено экспертам соответствующих центров каталогизации. При проведении работ по стандартизации классификация стандарта осуществляется заказчиком при планировании его разработки. При лицензировании класс ЕКПС определяет разработчик или заказчик продукции.